# Sun's Up (песня Лори Адам)
"Sun's Up" - песня американской певицы и автора песен Лори Адам, выпущенная 19 июня 2025 года лейблом Warner Records. Sun's Up - второй сингл с грядущего второго студийного альбома Cotton Candy. Sun's Up - это песня в стиле дэнс-поп и техно. В тот же день было выпущено музыкальное видео на ту же песню, снятое в Милане: красочные гоночные костюмы и английская актриса Лили Коллинз, подъезжающая к мосту.

## Предыстория
3 марта 2025 года Лори Адам была уволена из BMG Entertainment и частично заменена лейблом Warner Records. 27 марта Адам выпускает сингл "Enter Your Adventure" с предстоящего второго студийного альбома под неизвестным названием. Позже, 11 апреля, Адам выступит на знаменитом калифорнийском музыкальном фестивале Coachella в качестве хедлайнера.  16 апреля Адам записывает демо-аудиозапись, которая не появлялась более 2 месяцев.
22 мая Адам анонсирует второй сингл "Sun's Up", 30-секундный тизер к песне, релиз которого запланирован на 19 июня, и анонс обложки сингла: "Таким образом, я хочу быть храбрым сетом". Каждая фотография представлена на обложке: "Рядом с Адамом, который сидит на корточках в тени на серовато-голубом фоне, она водит руками по бокам. На ней красная рубашка с короткими рукавами, черное боди и черные сапоги до бедер. У нее темные волосы с рыжими прядями, зачесанные на бок волнами. Фотосессия состоится 3 февраля 2025 года". Сингл был выпущен в тот же день.

## Композиция
"Sun's Up" - это песня в стиле дэнс-поп и техно, которую журнал Glamour охарактеризовал как "наполненную синтезатором мелодию" и "электропоп вайнс". У нее есть элементы тропического хауса и многослойные ритмы с мелодиями диско, по сравнению с песней Джакса Джонса и Рэя "You Don't Know Me". У нее был проникновенный вокал Адама и многослойный, наполненный высоким эхом вокал бэк-музыкантов 70 Shake. Лаура Снейкс из Capital FM описывает окончание песни оркестровой мелодией любви, исполненной скрипкой и виолончелью и озвученной для Адама.

## Музыкальное видео
Клип на песню "Sun's Up", выпущенный в тот же день и снятый в ночном Милане, Италия, с английской актрисой Лили Коллинз в главной роли, а также несколько фильмов, вдохновленных гонками "Форд против Феррари" и "Гран-при". В ролике, который начинается с ночной трассы в направлении Порта Нуова, Адам возглавляет великую гонку к знаменитому мосту Понте Альдо Росси в Милане. Она была Адамом, ведущим во время великой гонки на бирюзовой Skoda по национальному автодрому Монца. В конце видео Адам спит в старом желтом "фольксвагене", а днем едет по тому же культовому месту Рима - Колизею.

## Критический прием
"Sun's Up" была одобрительно встречена критиками на разных сайтах. Лаура Снейкс из Capital FM описывает завершение песни как оркестровую мелодию любви, исполненную скрипкой и виолончелью, озвученную Адамом, как "завершение, наполненное скрипкой". Томас Драгон из Billboard описывает "мощный вокал Адама в припеве". Харви Кэт из Rolling Stone описывает "подмигивающий ритм", в котором она использовала куплеты и многослойный бэк-вокал. В Glamour's тогда описали "мелодию, наполненную синтезатором", и назвали ее "электропоп вайнс". Еще одна песня, которую Starra Wine из Guardian описывает как "мелодию, заставляющую сердце биться", и отрывок из бриджа.